# Condado de Johnson (Wyoming)
El condado de Johnson es un condado localizado en el estado de Wyoming, Estados Unidos. En el 2000 la población era de 7.025 habitantes.

## Geografía
De acuerdo con la Oficina del Censo de los Estados Unidos, el condado tiene un total de 10.812 km², de los cuales, 10.791 km² de ellos son tierra y 22 km² de ellos (0,20%) son agua.

### Condados adyacentes
- Sheridan County (norte)
- Campbell County (este)
- Converse County (sureste)
- Natrona County (sur)
- Washakie County (oeste)
- Big Horn County (noroeste)

## Comunidades

### Ciudades y pueblos
- Buffalo
- Kaycee

### Otras comunidades
- Linch
- Saddlestring